# Asteroid care intersectează orbita Pământului

Clasificarea asteroizilor care intersectează orbita Pământului.

În astronomie, asteroizii care intersectează orbita Pământului sunt asteroizi care evoluează în aproprierea Pământului. Pentru a-i numi, se folosește adesea abrevierea ECA (a sintagmei din engleză Earth-Crossing Asteroids, „asteroizi care intersectează orbita Pământului”), asteroizi ale căror orbite în jurul Soarelui o intersectează pe aceea a Pământului, având o distanță afelică inferioară aceleia a lui Marte, adică 1,381 UA (valoarea de 1,300 UA fixată de specialiștii americani).
NEA (Near-Earth Asteroids, asteroizii din apropierea Pământului) sunt și ei, denumiți adesea, prin abuz și greșit asteroizi care intersectează orbita Pământului, deși unii dintre aceștia nu intersectează orbita planetei noastre. (Vd. mai jos). Uneori se întâlnește, în lucrări de specialitate, termenul împrumutat din franceză circasteroid, pentru aceeași definiție.
Printre NEA, se disting trei familii principale:
- Atenii, care posedă o semiaxă majoră mai mică de o UA ;
- Apollonii, care intersectează orbita Pământului cu o perioadă mai mare de un an;
- Amorii, care din exterior ating ușor orbita Pământului și, prin urmare, nu o intersectează în sensul strict al termenului.

Se numesc asteroizi care ating ușor orbita Pământului (cu abrevierea EGA, siglă a termenului englez Earth-Grazing Asteroids) asteroizii având o distanță minimă de orbita terestră inferioară a 0,100 UA, iar PHA (sigla termenului englez Potentially Hazardous Asteroids, „asteroizi potențial periculoși”) cei cu magnitudine absolută H < 22 (cu alte cuvinte, având diametrul mediu mai mare de 130 de metri) și care pot trece în interiorul unui cerc de 0,05 UA situat în planul eclipticii la 1,0 UA de Soare.
Asteroizii care intersectează orbita Pământului aparțin unui grup de obiecte din apropierea Pământului (în engleză, NEO: Near Earth Object), care cuprinde și câteva comete. Unele din aceste obiecte, fiind susceptibile de a ciocni Pământul, fac obiectul unor cercetări și urmăriri deosebite.
2008 TC3 este primul asteroid care intersecta orbita Pământului care a fost detectat și urmărit în spațiu înainte de căderea lui pe Pământ, la 7 octombrie 2008.

## Detecția asteroizilor care intersectează orbita Pământului

Urmărire a asteroidului 2004 FH, flash-ul transversal este un satelit artificial.

În a doua jumătate a secolului al XX-lea, diferite lucrări științifice au permis descoperirea amenințării care ar constitui-o impactul unor asteroizi pentru viața pe Pământ. NASA a pus pe roate detecția asteroizilor a căror orbită o intersectează pe aceea a Pământului și care au un diametru mai mare de 1 km. Această dimensiune a fost reținută întrucât un astfel de asteroid ar putea conduce la extincția omenirii.  Se estimează că există cel puțin 1.200 de asteroizi în această categorie. Un obiect de acest tip lovește Pământul la fiecare 500.000 de ani. La sfârșitul lui 2008, aproape 90 % din aceste obiecte fuseseră recenzate. În acești din urmă ani, mai multe programe de detecție ale NASA (LINEAR, NEAT, Spacewatch, LONEOS, Catalina Sky Survey, ADAS) sau din alte țări (CINEOS,...)  au fost puse la punct pentru identificarea obiectelor de talie mai mică. Aceste programe utilizează telescoape dedicate acestei sarcini și bazate pe Pământ. Programul NEOWISE exploatează capacitățile telescopului spațial în infraroșu WISE pentru identificarea unei subcategorii de asteroizi care intersectează orbita Pământului denumită PHA (Potentially  hazardous asteroid) care se definește ca acei asteroizi a căror orbită o intersectează pe aceea a Pământului la mai puțin de 8 milioane de kilometri de acesta. Rezultatele acestui studiu, încheiat în 2012, permit să se estimeze între circa 4.000 și circa 5.000 de asteroizi de acest tip, având o talie cuprinsă între 100 de metri și un kilometru, dintre care 20% până la 30% sunt astăzi identificați. Există, de altfel, o jumătate de milion de asteroizi, care întretaie orbita Pământului, cu o talie cuprinsă între 50 și 100 de metri. Statistic, unul din aceste obiecte lovește Pământul la fiecare o mie de ani, iar un asteroid cu diametrul mediu mai mic de 50 de metri la fiecare 100 de ani. La începutul lui 2013 doar o fracțiune din aceste obiecte era detectată.

## Listă parțială
În sensul strict, un asteroid care intersectează orbita Pământului este un asteroid a cărui orbită o întretaie pe aceea a Pământului. Asteroizii care intersectează orbita Pământului numerotați sunt listați aici. În această listă, se află, de exemplu, asteroidul 3753 Cruithne, a cărui orbită întreține un raport deosebit cu aceea a Pământului (orbită în formă de potcoavă).

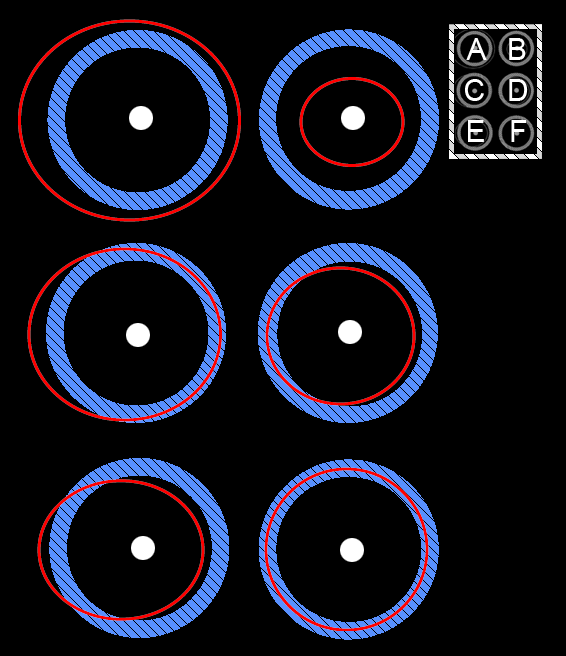
Asteroid care atinge ușor, din interior, orbita Pământului(¹): D;
Asteroid care atinge ușor, din exterior, orbita Pământului(†): C;
Asteroid care intersectează orbita Pământului: E;
Coorbital: F

Note : † Asteroid care atinge ușor, din exterior, orbita Pământului
- 1566 Icarus
- 1620 Geographos
- 1685 Toro
- 1862 Apollo
- 1863 Antinous
- 1864 Daedalus
- 1865 Cerberus
- 1866 Sisyphus
- 1981 Midas
- 2062 Aten
- 2063 Bacchus
- 2100 Ra-Shalom
- 2101 Adonis
- 2102 Tantalus
- 2135 Aristaeus
- 2201 Oljato
- 2212 Hephaistos
- 2329 Orthos
- 2340 Hathor
- 3103 Eger
- 3122 Florence †
- 3200 Phaethon
- 3360 Syrinx
- 3361 Orpheus
- 3362 Khufu
- 3554 Amun
- 3671 Dionysus †
- 3752 Camillo †
- 3753 Cruithne
- 3757 Anagolay †
- 3838 Epona
- 4015 Wilson-Harrington †
- 4034 Vishnu
- 4179 Toutatis
- 4183 Cuno
- 4197 Morpheus
- 4257 Ubasti
- 4341 Poseidon
- 4450 Pan
- 4486 Mithra
- 4544 Xanthus
- 4581 Asclepius
- 4660 Nereus
- 4769 Castalia
- (4953) 1990 MU
- 5011 Ptah
- (5131) 1990 BG
- 5143 Heracles
- (5189) 1990 UQ
- 5381 Sekhmet
- (5496) 1973 NA
- (5590) 1990 VA
- (5604) 1992 FE
- (5645) 1990 SP
- (5660) 1974 MA
- (5693) 1993 EA
- 5731 Zeus
- 5786 Talos
- (5828) 1991 AM
- (6037) 1988 EG
- (6047) 1991 TB1
- (6053) 1993 BW3 †
- 6063 Jason
- 6239 Minos
- (6455) 1992 HE
- 6489 Golevka †
- (6491) 1991 OA †
- (6611) 1993 VW
- (7025) 1993 QA †
- (7092) Cadmos
- (7335) 1989 JA
- (7341) 1991 VK
- (7350) 1993 VA
- (7482) 1994 PC1
- (7753) 1988 XB
- (7822) 1991 CS
- (7888) 1993 UC
- (7889) 1994 LX
- (8014) 1990 MF
- (8035) 1992 TB
- (8176) 1991 WA
- (8201) 1994 AH2
- (8507) 1991 CB1
- (8566) 1996 EN
- (9058) 1992 JB †
- 9162 Kwiila
- (9202) 1993 PB
- (9856) 1991 EE
- (10115) 1992 SK
- (10145) 1994 CK1
- (10165) 1995 BL2
- 10563 Izhdubar
- (10636) 1998 QK56
- 11066 Sigurd
- 11311 Peleus †
- (11405) 1999 CV3
- 11500 Tomaiyowit
- 11885 Summanus
- (12538) 1998 OH
- 12711 Tukmit
- 12923 Zephyr †
- (13651) 1997 BR
- 14827 Hypnos
- (16816) 1997 UF9
- (16834) 1997 WU22
- (16960) 1998 QS52
- (17181) 1999 UM3
- (17182) 1999 VU
- (17188) 1999 WC2
- (17511) 1992 QN
- (20236) 1998 BZ7
- (20425) 1998 VD35
- (20429) 1998 YN1
- (20826) 2000 UV13
- (22099) 2000 EX106
- (22753) 1998 WT
- (22771) 1999 CU3
- (23187) 2000 PN9
- (24443) 2000 OG
- (24445) 2000 PM8 †
- 24761 Ahau
- 25143 Itokawa
- (25330) 1999 KV4
- (26379) 1999 HZ1
- (26663) 2000 XK47
- (27002) 1998 DV9 †
- (29075) 1950 DA
- (30825) 1990 TG1
- (30997) 1995 UO5
- (31662) 1999 HP11
- (31669) 1999 JT6
- (33342) 1998 WT24
- (35107) 1991 VH
- (35396) 1997 XF11
- (35670) 1998 SU27
- (36236) 1999 VV
- (36284) 2000 DM8
- (37638) 1993 VB
- 37655 Illapa
- (38071) 1999 GU3 †
- 38086 Beowulf
- (38239) 1999 OR3
- (39572) 1993 DQ1
- (40267) 1999 GJ4
- (41429) 2000 GE2
- (42286) 2001 TN41
- (52340) 1992 SY †
- (52750) 1998 KK17
- (52760) 1998 ML14
- (52762) 1998 MT24
- (52768) 1998 OR2 †
- (53319) 1999 JM8
- (53409) 1999 LU7
- (53426) 1999 SL5
- (53429) 1999 TF5
- (53550) 2000 BF19
- (53789) 2000 ED104 †
- 54509 YORP
- (55408) 2001 TC2
- (55532) 2001 WG2
- (65679) 1989 UQ
- (65690) 1991 DG
- (65717) 1993 BX3 †
- (65733) 1993 PC
- 65803 Didymos †
- (65909) 1998 FH12
- (66008) 1998 QH2
- (66063) 1998 RO1
- (66146) 1998 TU3
- (66253) 1999 GT3
- (66391) 1999 KW4
- (66400) 1999 LT7
- (67367) 2000 LY27
- (67381) 2000 OL8
- (67399) 2000 PJ6
- (68216) 2001 CV26
- (68267) 2001 EA16
- (68346) 2001 KZ66
- (68347) 2001 KB67
- (68348) 2001 LO7
- (68372) 2001 PM9
- (68548) 2001 XR31
- (68950) 2002 QF15
- 69230 Hermes
- (85182) 1991 AQ
- (85236) 1993 KH
- 85585 Mjolnir
- (85640) 1998 OX4
- (85713) 1998 SS49
- (85770) 1998 UP1
- (85774) 1998 UT18
- (85818) 1998 XM4
- (85938) 1999 DJ4
- (85953) 1999 FK21
- (85989) 1999 JD6
- (85990) 1999 JV6
- (86039) 1999 NC43
- (86450) 2000 CK33
- (86666) 2000 FL10
- (86667) 2000 FO10
- (86819) 2000 GK137 †
- (86829) 2000 GR146
- (86878) 2000 HD24
- (87024) 2000 JS66
- (87025) 2000 JT66
- (87309) 2000 QP
- (87311) 2000 QJ1
- (87684) 2000 SY2
- (88213) 2001 AF2
- (88254) 2001 FM129
- (88710) 2001 SL9
- (88959) 2001 TZ44
- (89136) 2001 US16 †
- (89830) 2002 CE †
- (89958) 2002 LY45
- (89959) 2002 NT7
- (90075) 2002 VU94
- (90147) 2002 YK14 †
- (90367) 2003 LC5
- (90403) 2003 YE45
- (90416) 2003 YK118
- (99248) 2001 KY66
- (99907) 1989 VA
- 99942 Apophis
- 101955 Bennu
- (111253) 2001 XU10
- (136617) 1994 CC
- (136818) Serket
- (137052) Tjelvar
- (137108) 1999 AN10
- (137427) 1999 TF211
- (137924) 2000 BD19
- (138095) 2000 DK79 †
- (140288) 2001 SN289
- (143624) 2003 HM16
- (143649) 2003 QQ47
- (143651) 2003 QO104
- (143992) 2004 AF
- (144332) 2004 DV24
- (144898) 2004 VD17
- (153591) 2001 SN263 †
- (153814) 2001 WN5
- (153958) 2002 AM31
- (159504) 2000 WO67
- (159857) 2004 LJ1
- 161989 Cacus
- (162000) 1990 OS
- 162173 Ryugu
- (163051) 2001 YJ4
- (163132) 2002 CU11
- (163243) 2002 FB3
- (164121) 2003 YT1
- (164207) 2004 GU9
- (171576) 1999 VP11
- (175706) 1996 FG3
- (185851) 2000 DP107
- (192642) 1999 RD32
- (196625) 2003 RM10
- (202683) 2006 US216
- (214869) 2007 PA8
- 217628 Lugh
- (221455) 2006 BC10
- (242216) 2003 RN10 †
- (242450) 2004 QY2
- (267494) 2002 JB9
- (277475) 2005 WK4
- (285331) 1999 FN53
- (289227) 2004 XY60
- (297300) 1998 SC15
- 306367 Nut
- (308242) 2005 GO21
- 314082 Dryope
- (322756) 2001 CK32
- 326290 Akhenaton
- (357439) 2004 BL86
- (367789) 2011 AG5
- (367943) Duende
- (369264) 2009 MS
- (374158) 2004 UL
- (382395) 1990 SM
- (385343) 2002 LV
- (415029) 2011 UL21
- (417634) 2006 XG1
- (419624) 2010 SO16
- (425755) 2011 CP4
- 2015 HM10
- 2013 TX68

## Supravegherea și devierea asteroizilor care intersectează orbita Pământului
Se caută să se recenzeze, într-un mod exhaustiv, mai ales asteroizii potențial periculoși (în engleză:  Potentially Hazardous Asteroids, cu sigla: PHA) cu scopul distrugerii sau schimbării direcției lor, în caz de risc de impact cu Pământul. Acești PHA fac parte din obiectele potențial periculoase.
Există două sisteme automatizate destinate să-i supravegheze: Sentry la Pasadena în Statele Unite ale Americii și NEODyS la Pisa în Italia.
Agenția Spațială Europeană (ESA) realizează un program de supraveghere și de deviere eventuală a asteroizilor care intersectează orbita Pământului. Proiectul este expus, în mod amănunțit, în serviciile publice. (www.esa.int)